# Anupama Kundoo
Anupama Kundoo (Pune, Índia 1967) és una arquitecta i professora universitària que desenvolupa la seva activitat principalment entre Europa i el sud de Índia. El seu exercici professional està orientat a la recerca de tècniques constructives sostenibles i la pràctica urbanística de baix impacte ambiental.

## Biografia
Obté el títol d'arquitectura al Sir JJ College of Architecture (Mumbai) el 1989 i es doctora a la Universitat Tècnica de Berlín el 2008. Va iniciar la seva carrera professional a Auroville (Tamil Nadu, Índia) el 1990 on va treballar per l'arquitecte francès Roger Anger en el planejament urbanístic de la vila, i més concretament en el desenvolupament de les zones administrativa (incloent el complex de l'ajuntament) i residencial fins als darrers dies de la vida d'Anger.
La seva primera casa a Auroville va consistir en una senzilla cabana d'argila, bambú i teulat fet amb fulles de coco teixides que va construir ella mateixa. Ja durant la seva etapa d'estudiant es va interessar per la recerca de materials i tècniques constructives sostenibles i de baix cost per tal de donar resposta a la massiva necessitat d'habitatge a l'Índia per a gent amb baixos recursos. El 1986 va entrar en contacte amb l'artista ceràmic Ray Meeker Arxivat 2020-11-23 a Wayback Machine. que estava desenvolupant una tècnica constructiva pròpia treballant amb les comunitats rurals de Tamil Nadu a Auroville i Pondicherry a principis dels anys vuitanta. Ray Meeker que havia iniciat els seus estudis d'arquitectura a Nova York, es va traslladar a Pondicherry el 1971 on va obrir amb la seva dona i també artista ceràmica, la Deborah Smith, una escola i taller de ceràmica, la Golden Bridge Pottery. Anupama Kundoo es va interessar per aquesta tècnica constructiva a la que van anomenar “cremar cases” (Firing Houses) i que consistia en utilitzar el la mateix sistema que fan servir els ceramistes per a fornejar les seves peces, de manera que només amb argila i foc a altes temperatures, aconseguien aixecar petits edificis construccions d'una planta a base de murs de càrrega d'obra vista manual fabricada in situ, i sostres a base de voltes catenàries també de ceràmica. Anupama Kundoo va basar la seva tesi doctoral en la recerca tecnològica d'aquesta tècnica a partir de les construccions de Ray Meeker a la Technical University de Berlin (TU Berlin) sota el títol Building with Fire. Baked in situ Mud Houses of India: Evolution and Analysis of Ray Meeker’s Experiments (2008). També va construir un dels seus projectes amb aquesta tèncica, Voluntariat (2008-2010) a Pondicherry, en el qual hi va participar activament Ray Meeker.
Entre 1997 i 2000 va dissenyar i construir el seu propi habitatge a Auroville, la Wall House que s'ha converiti en un edifici manifest del seu discurs arquitectònic. Va ser reproduida a escala real el 2012 a la Bienal d'Arquitectura de Venècia amb una instal·lació sota el títol Feel the Ground. Wall House: One to One. El 2016 va tornar a participar de la Biennal amb la mostra Building Knowledge, An Inventory of Strategies. Ha participat d'altres mostres arreu del món i actualment la seva obra es troba exposada temporalment al Louisiana Museum of Modern Art (Humlebaek, Dinamarca) sota el títol Taking Time.
Ha rebut diversos premis, entre ells el de millor arquitecta de l'any a l'Índia (1999, 2003) i el 2013 va rebre el premi internacional arcVsion Prize Women and Architecture.

## Docència
Anupama Kundoo te una dilatada trajectòria acadèmica iniciada el 2005 a la TU Berlin i TU Darmstadt (Hesse) on va fer classes sobre planejament urbanístic i ha anat aprofundint la seva experiència docent com a professora visitant o impartint tallers a escoles d'arquitectura d'arreu del mòn: Estats Units (Parsons The New School of Design i Cornell University, Nova York), Austràlia (University of Queensland Brisbane), Europa (AA School of Architecture a Londres, ETSAB a Barcelona, IUAV a Venècia, Universidad UCJC a Madrid) i també a l'Índia on ha organitzat diferents tallers amb alumnes europeus i locals. Els seus àmbits d'expertesa acadèmica van des de l'urbanisme, la tecnologia dels materials i l'habitatge des del punt de vista del disseny ambiental, la sostenibilitat energètica i la funció social de l'arquitectura. Actualment es professora a la Potsdam School of Architecture, Berlin.

## Obra
L'obra arquitectònica d'Anupama Kundoo es desenvolupa bàsicament a l'Índia a través del seu estudi, Anupama Kundoo Architects i entre els projectes més destacats trobem:
- Line of Goodwill (en desenvolupament). Aquest és un projecte residencial de gran embergadura no tan sols per la seva superficie, sinó també pel fet que desenvolupa un dels elements més importante del Galaxy Plan (1968), el pla general per Auroville de l'arquitecte Roger Anger i que encara no s'ha pogut portar a la pràctica. L'any 2017 Anupama Kundoo va rebre l'encàrrec[5] per part d'Auroville de desenvolupar el planejament urbanístic previ las projectes de disseny dels edificis, però els seus estudis al voltant d'aquest projecte es remunten a principis del 2000.
- Centre de dia Sharana, Pondicherry (2019)
- Biblioteca Nandalal Seva Samiti, Pondicherry (2017)
- Town Hall Complex, Auroville (2003-2006). Aquest complex administratiu se situa a la Zona Industrial i consta de dos edificis, l'ajuntament (2003), el centre multimèdia (2005) i un café. La resta d'edificis d'aquesta zona estan projectats per altres arquitectes entre els quals una de les col·laboradores d'Anupama Kundoo, la Sonali Phadnis.
- Habitatges experimentals Ful fill Homes, NASA Chennai (2015)
- Voluntariat, Pondicherry (2008-2010)
- Mitra Youth Hostel, Auroville (2006)
- Creativity Guest House, Auroville (2002)
- Pabelló multifuncional SWANCHU, Auroville (1999-2000)
- Wall House, Auroville (1997-2000)
- Pierre Tran House, Auroville (1991)

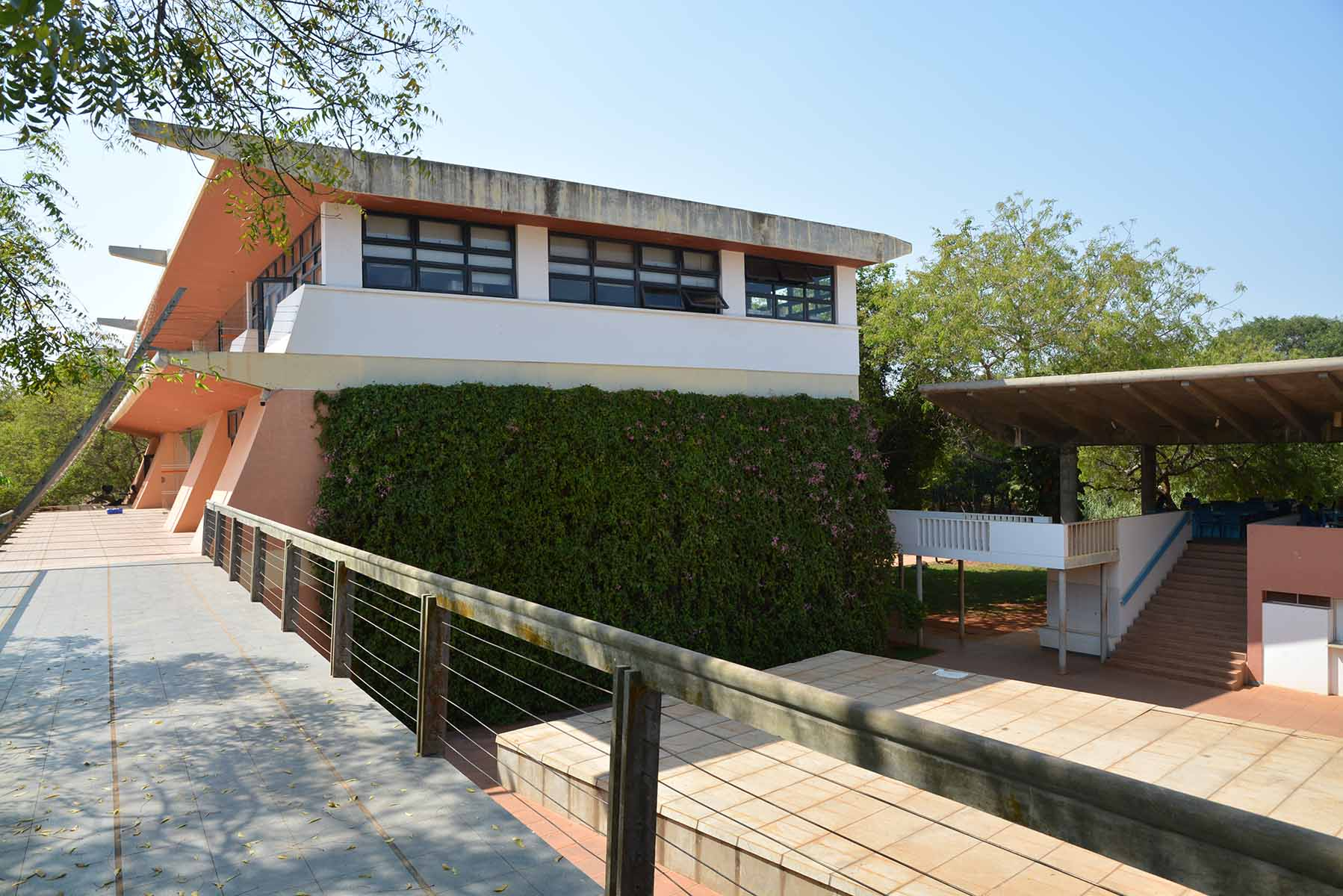
Ajuntament (Town Hall Complex, Auroville)
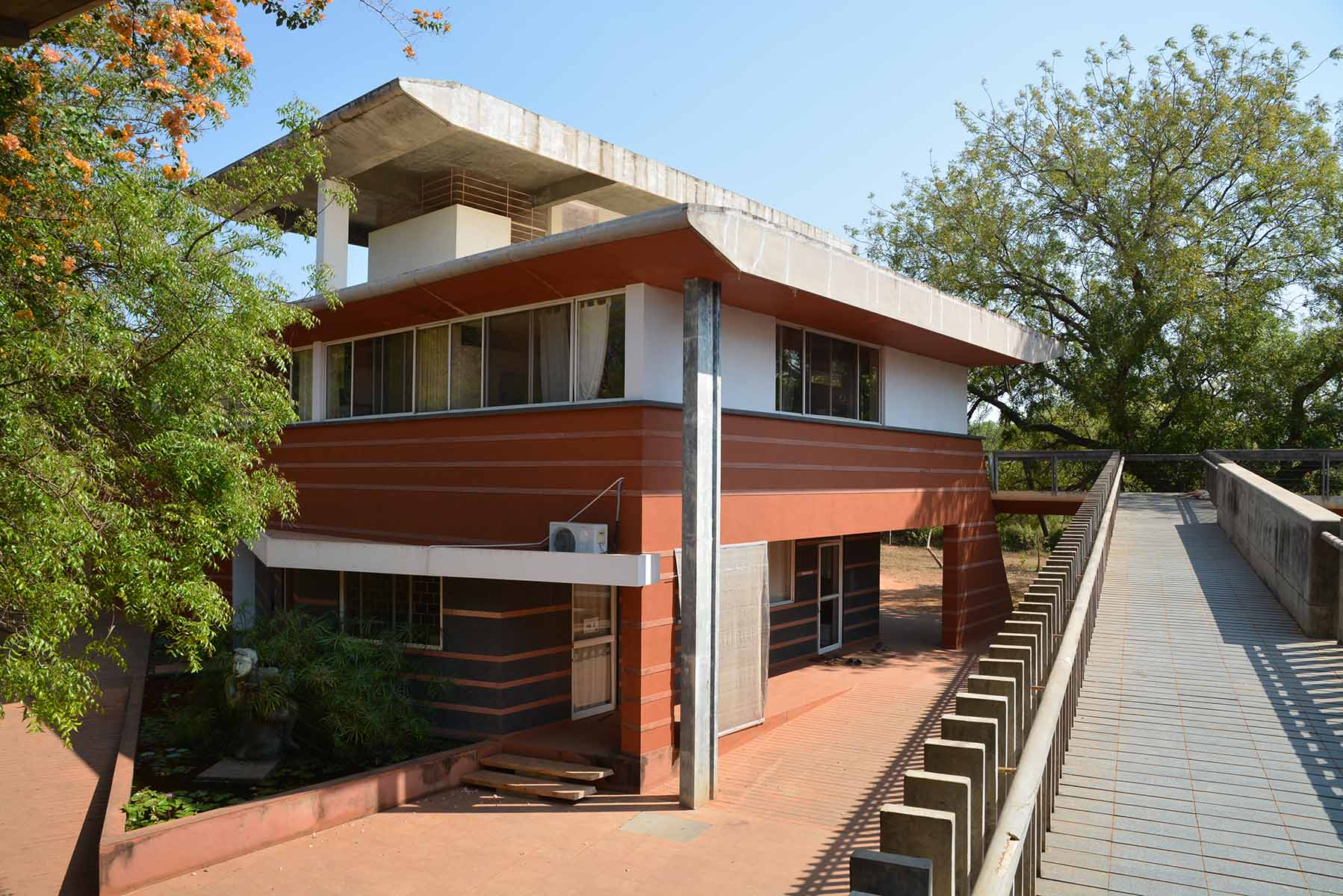
Centre Multimèdia (Town Hall Complex, Auroville)
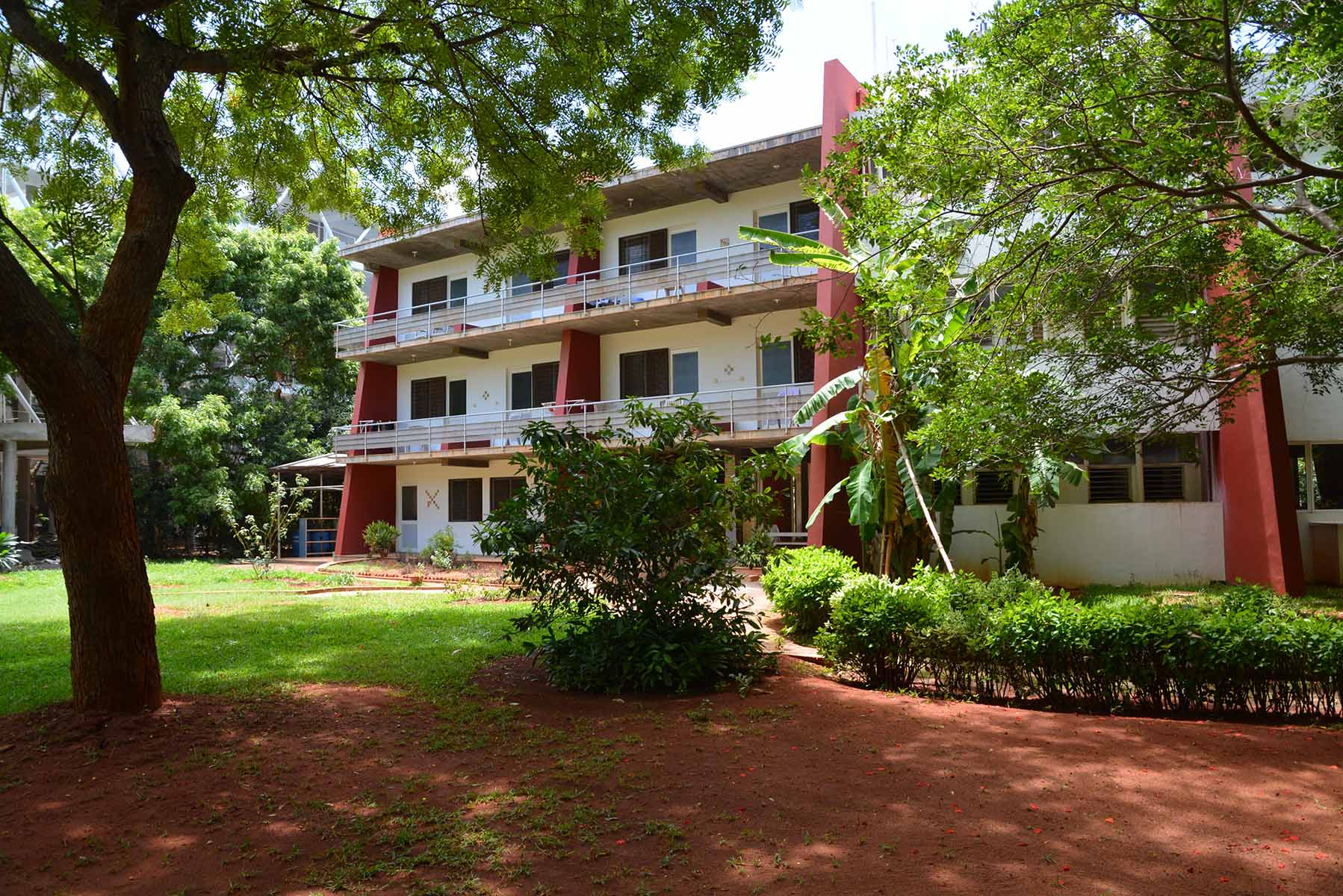
Alberg per a joves Mitra (Town Hall Complex, Auroville)
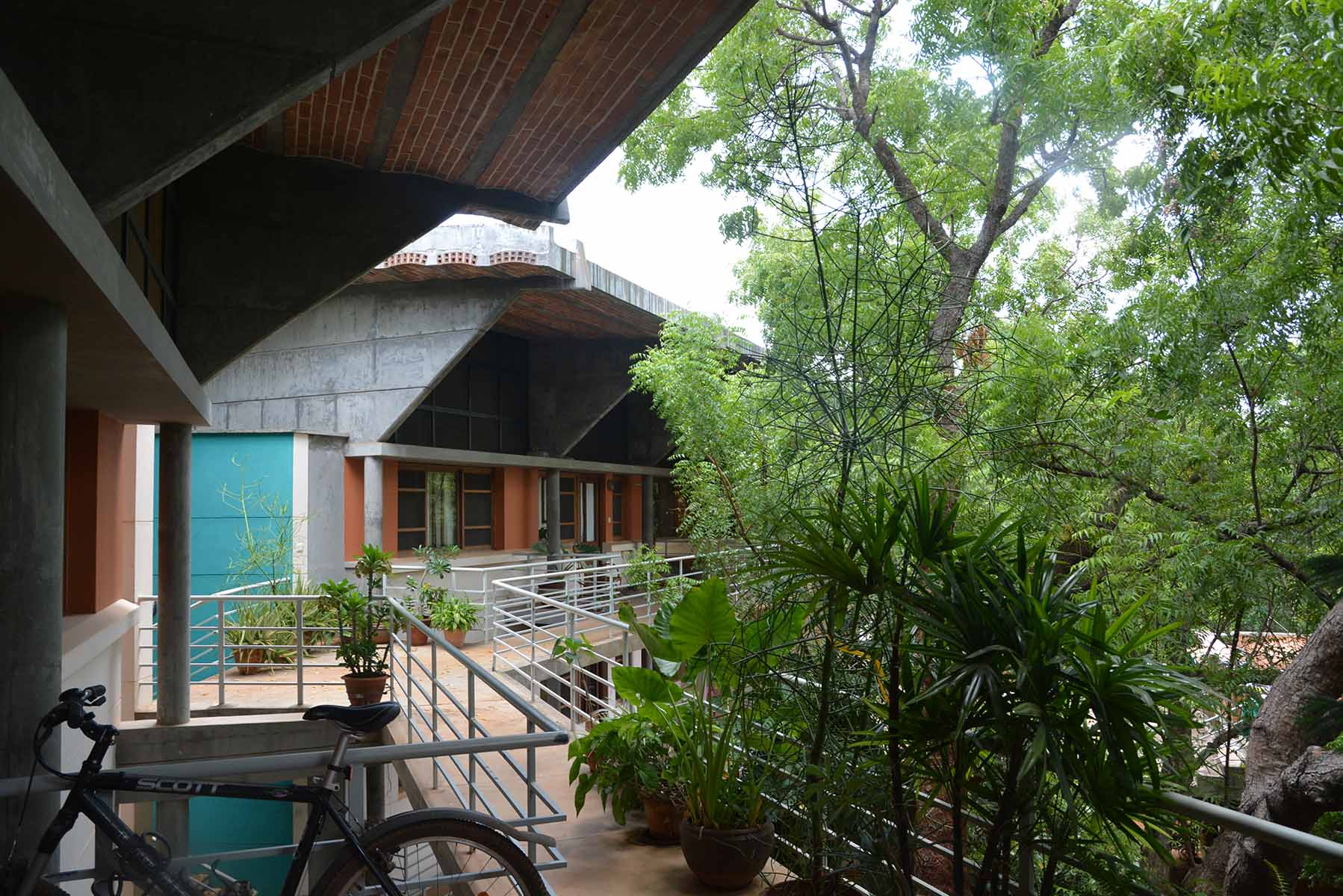
Hostal Creativity(Residential Zone, Auroville)

## Publicacions
Ha publicat articles en diverses revistes i diaris, així com també ha participat en diverses publicacions d'arquitectura, i és autora de dos llibres sobre Auroville i l'arquitecte Roger Anger. Ha participat també de la monografia sobre la seva obra que s'ha publicat arrel de la seva exposició al museu d'art modern de Louisiana (Dinamarca) el 2020.
- Anupama Kundoo: Taking Time: The Architect's Studio. Lars Muller Publishers, Zuric, 2020. ISBN 9783037786376
- AVPNY-Auroville & Pondicherry Architectural Travel Guide. Altrim Publishers, Barcelona, 2019. ISBN 9788494234255
- Roger Anger: Research on Beauty/Recherche sur la beauté Architecture 1958–2008. Jovis Verlag GmbH, Berlin, 2009. ISBN 9783868590067